# Rehdener Geestmoor
Das Naturschutzgebiet Rehdener Geestmoor ist ein ausgedehntes offenes Hochmoor in der Samtgemeinde Rehden, Landkreis Diepholz in Niedersachsen. Es ist ein repräsentatives Hochmoor für den Naturraum Diepholzer Moorniederung. Die Gebietsgröße beträgt nach GIS 1762 ha und nach der Verordnung 1760 ha. Es beinhaltet seit 2018 auch das ehemalige NSG Rehdener Geestmoor-Regenerationsgebiet.

## Beschaffenheit

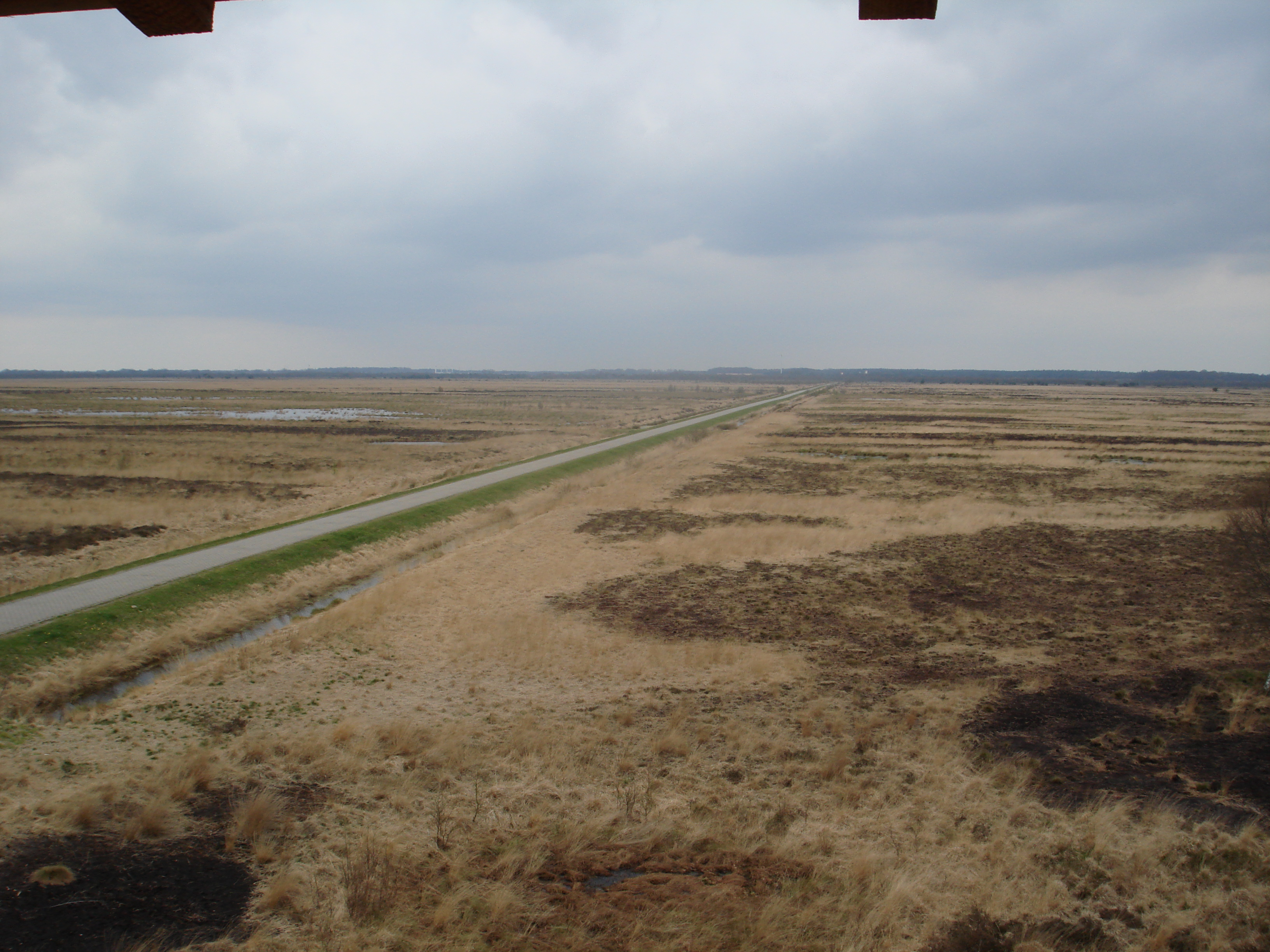
Geestmoor, Blick vom Aussichtsturm

Die industrielle Abtorfung ist abgeschlossen und die Flächen sind zu einem großen Teil für die Wiedervernässung und Renaturierung instand gesetzt worden. Weitere Instandsetzungen im Rahmen der Wiederherrichtungsauflagen des Torfabbaus sollen folgen. Die Vernässung und Ausbreitung der Hochmoorvegetation hat im zentralen Bereich auf etwa 600 ha eingesetzt; ringförmig um diese Wiedervernässungsflächen schließen sich naturnahe offene Degenerationsstadien mit Wollgras-, Torfmoos-, Heide- und Pfeifengras-Flächen an. Die wiedervernässten Handtorfstiche weisen Torfmoos-Schwingrasendecken und absterbende Birken-Moorwälder auf. In den Randzonen befinden sich ebenfalls Birken-Moorwälder, die vereinzelt mit Kiefern durchsetzt sind. Außer durch die Seitengräben zweier ausgebauter Wege wird das Geestmoor nicht mehr entwässert, so dass sich ein mooreigener Wasserhaushalt einstellen kann. Der Randbereich wird von großflächigem Grünland gebildet, während im Osten des Moores kleinflächig Moorwiesen eingestreut sind. Das Grünland wird extensiv zur Schafbeweidung und für die Heugewinnung genutzt. Bewirtschafter ist eine Naturschutzstiftung, die für die Moorflächen und das Grünland zwei Schafherden einsetzt.

## Lebensraumtypen

### Prioritäre Lebensraumtypen
- Moorwälder: Sekundäre Birken-Moorwaldstadien auf ehemals entwässertem Hochmoor, vor allem in den Randbereichen (Flächengröße ca. 250 ha.)

### Übrige Lebensraumtypen

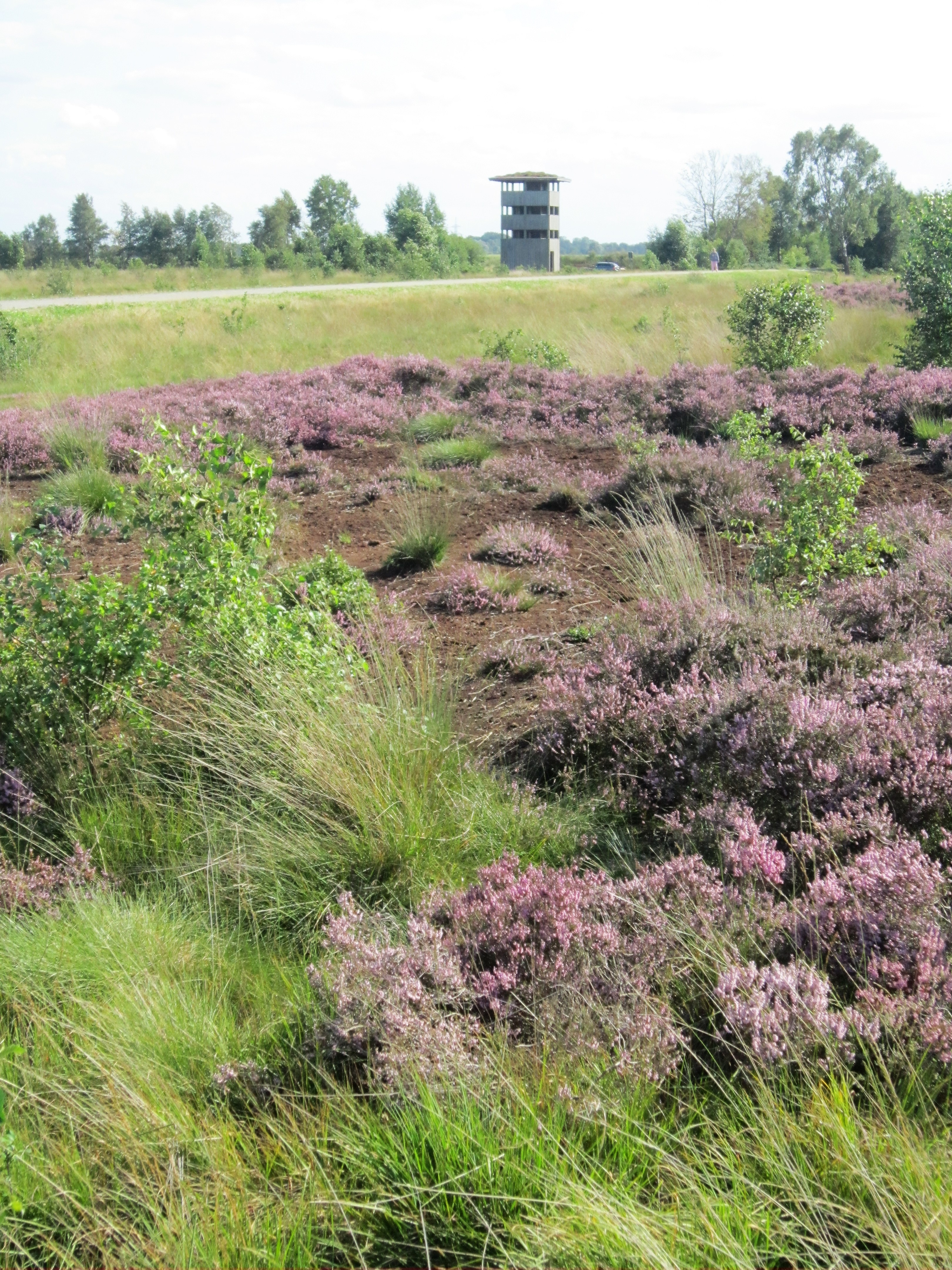
Blühende Heide im Süden des Moors

- Noch renaturierungsfähige degradierte Hochmoore: Wiedervernässte, sich regenerierende Hochmoorflächen, vorherrschend wiedervernässte Abtorfungsflächen mit Initialstadien von Moorvegetation sowie Moorheide- und Pfeifengras-Stadien verschiedener Ausprägung, in regenerierenden Torfstichen Torfmoos-Schwingrasen und offene Wasserflächen. (Flächengröße ca. 670 ha.)
- Übergangs- und Schwingrasenmoore: Im Nordwesten des Gebietes flaches Niedermoor, überwiegend Binsenriede (Flatter-, Faden- und Zwiebel-Binse), an nassen Stellen Torfmoose, kleinflächig Schilf-Röhricht mit einer Flächengröße von ca. 4 ha.
- Torfmoor-Schlenken: Auf Teilflächen Vorkommen von Schnabelried-Gesellschaften mit Weißem Schnabelried (Rhynchospora alba) und Rundblättrigem Sonnentau (Drosera rotundifolia).
- Feuchte Heiden
- Trockene europäische Heiden: Calluna-Heiden auf sandigen Erhebungen, teils inselartig innerhalb des Moorkörpers, teils in Moorrandbereichen gelegen. Die Flächengröße beträgt ca. 11 ha.

### Sonstige Lebensraumtypen von landesweiter Bedeutung
- Feuchtgrünland: Vor allem im westlichen Moorrandbereich. Feuchtes, extensiv beweidetes Grünland, unter anderem mit Dominanz der Wiesen-Segge (Flächengröße ca. 1 ha.).
- Mesophiles Grünland: Mäßig feuchtes bis trockenes, extensiv beweidetes, artenreicheres Grünland, unter anderem mit viel Gewöhnlichem Ruchgras, Rotem Straußgras und Rot-Schwingel bzw. Weiß-Klee, Knick-Fuchsschwanz und Wiesen-Segge bei einer Flächengröße von ca. 10 ha.
- Sonstiges Grünland mit Bedeutung als Lebensraum gefährdeter Arten: Artenärmere, intensiver genutzte Grünlandflächen vor allem in Moorrandbereichen mit vorwiegend avifaunistischer Bedeutung. Die Flächengröße liegt bei ca. 13 ha.

### Weitere herausragende Zielarten des Naturschutzes
- Libellen: Hochmoor-Mosaikjungfer (Aeshna subarctica) (zuletzt 1988)
- Schmetterlinge: Heidebürstenspinner (Orgyia ericae) (zuletzt 1981)
- Gefäßpflanzen (Angaben von 1993): Rosmarinheide (Andromeda polifolia), Arnika (Arnica montana), Weißes Schnabelried (Rhynchospora alba), Rundblättriger Sonnentau (Drosera rotundifolia) und Moosbeere (Vaccinium oxycoccos)

## Aktueller Schutzstatus
1. NSG Rehdener Geestmoor (HA 247)
2. BSG gemäß EU-Vogelschutzrichtlinie
3. Teilflächen sind besonders geschützte Biotope gemäß § 28a NNatG

## Aussichtsturm

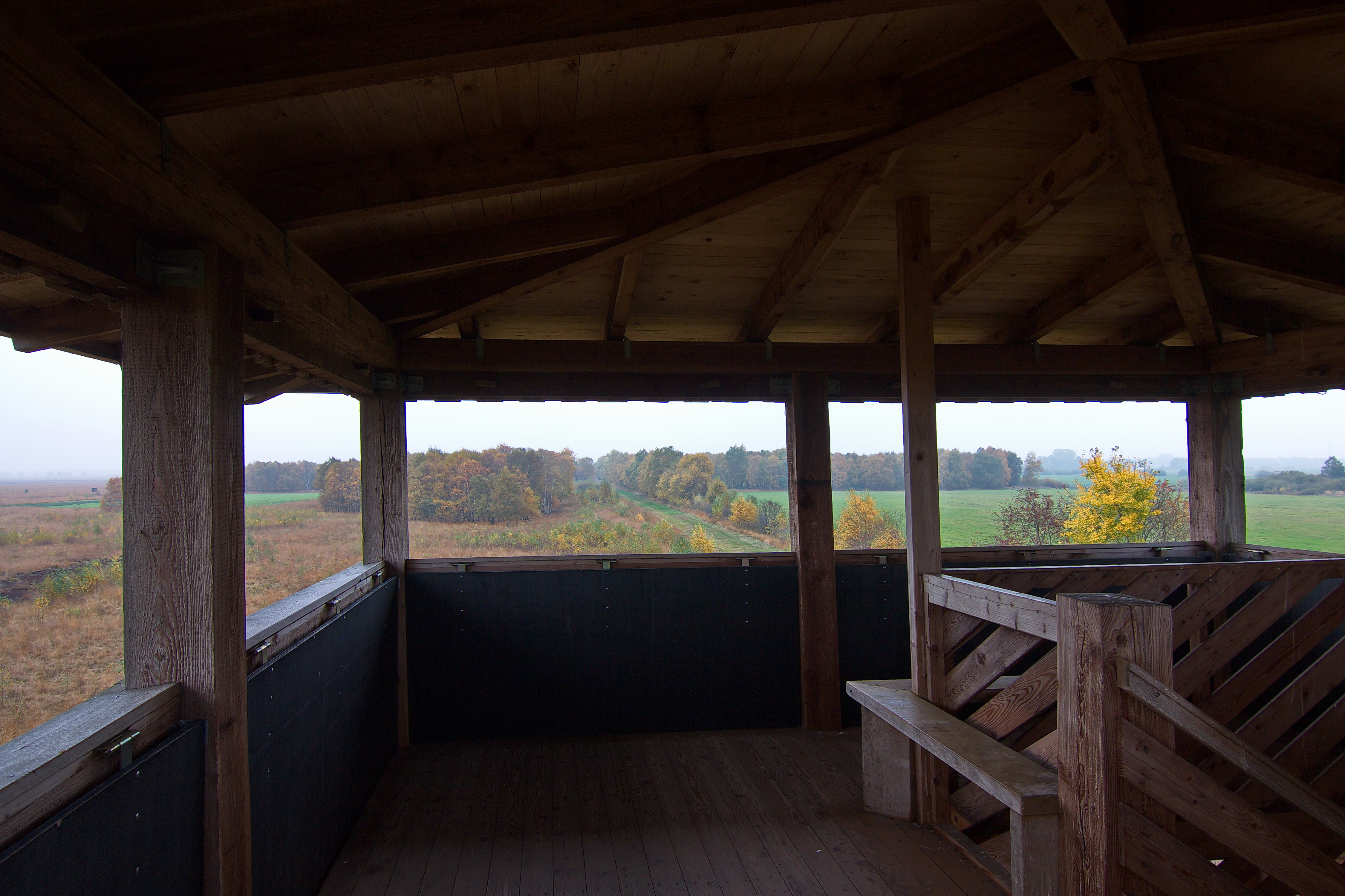
Im Beobachtungsturm

Am Südrand des Rehdener Geestmoors steht ein 15 m hoher überdachter Aussichtsturm, der hauptsächlich zur Vogelbeobachtung genutzt wird. Die Zufahrt über den Moordamm zum Parkplatz am Turm ist sowohl von der nördlich des Moors verlaufenden B 239 als auch von der im Süden verlaufenden Landesstraße L 345 möglich.